# Rubén Plaza
Pour les articles homonymes, voir Plaza.
Rubén Plaza Molina est un coureur cycliste espagnol né le 29 février 1980 à Ibi. Professionnel de 2001 à 2019, il fait ses débuts professionnels au sein de l'équipe espagnole iBanesto.com. Il a notamment été champion d'Espagne sur route en 2003 et 2009, a remporté deux étapes du Tour d'Espagne et une étape du Tour de France.

## Biographie
Rubén Plaza passe professionnel en 2001 dans l'équipe espagnole iBanesto.com. Champion d'Espagne junior en 1997, il était déjà membre de l'équipe amateur de la Banesto les deux années précédentes, avec laquelle il avait remporté la Clásica Internacional Txuma en 2000.
Il se révèle en 2003 en devenant champion d'Espagne à Alcobendas, devant Rafael Casero et Benjamín Noval. En 2004, il intègre l'équipe Comunidad Valenciana-Kelme. Il y démontre ses qualités de rouleur. Il remporte le contre-la-montre du Trophée Joaquim Agostinho en 2004 puis, en 2005 ceux du Tour de Murcie et du Tour d'Aragon. Ces performances lui offrent de bons classements sur les courses par étapes : il finit ainsi quatrième du Tour de Murcie en 2004 et gagne le Tour d'Aragon en 2005.
Pour sa première participation au Tour d'Espagne en 2004, il est septième de la huitième étape disputée contre-la-montre ; il n'arrive cependant pas à Madrid. Ses résultats sont plus probants lors de l'édition suivante. Deuxième du premier contre-la-montre individuel derrière Denis Menchov à Lloret del Mar, il s'impose lors de l'avant dernière étape à Alcala de Henares, également chronométrée, avec 57 centièmes de seconde d'avance sur Roberto Heras. En outre, il se montre également à son avantage en montagne, à Arcalis (7e) et à San Ildefonso (5e), remportée par son coéquipier Carlos García Quesada. Il termine sixième du classement final à Madrid, derrière Garcia Quesada.
Malgré un bon début de saison (deux podiums au championnat d'Espagne contre-la-montre au Tour de La Rioja), 2006 s'avère une année noire pour Rubén Plaza et l'équipe Comunidad Valenciana, qui n'en survivra pas. En effet, le 30 juin, la radio espagnole Cadena SER révèle les noms de 31 coureurs impliqués dans l'Affaire Puerto qui a éclaté le mois précédent. Dans cette liste figurent 14 coureurs de Comunidad Valenciana, dont Rubén Plaza. Dès lors, l'équipe se voit privée d'invitation au Tour de France puis à la Vuelta. Les coureurs de l'équipe sont pourtant rapidement blanchis par la justice espagnole. Reprenant la compétition en août, Plaza gagne la Clasica a los Puertos.
La formation Comunidad Valenciana disparaissant, Rubén Plaza rejoint en 2007 l'équipe Caisse d'Épargne. Il s'adjuge le classement final du Tour de La Rioja en avril. Sa présence au sein de l'équipe ProTour n'est cependant pas sans poser de questions. Ainsi, à la demande de l'organisation du Tour d'Italie, il est retiré de l'équipe sélectionnée pour cette épreuve, de même que Constantino Zaballa, lui aussi impliqué et arrivé à la Caisse d'Épargne en début de saison. Les deux coureurs ne sont pas conservés dans l'effectif en 2008. Comme plusieurs autres Puertistes, Plaza trouve refuge au Portugal, dans l'équipe Benfica. En mars, il remporte le Tour de la Communauté valencienne. En 2009, il devient champion d'Espagne sur route. En 2010, il termine 11e du Tour de France, puis 16e du Tour d'Espagne. En avril 2013, il gagne la 3e étape, ainsi que le classement général du Tour de Castille-et-León.
Plaza participe au Tour de France 2014 en tant qu'équipier d'Alejandro Valverde.
Plaza est sélectionné pour la course en ligne des championnats du monde 2015 de Richmond. Les deux chefs de file espagnols sont Alejandro Valverde et Joaquim Rodríguez.
En 2018, il rejoint l'équipe Israel Cycling Academy. Il remporte une étape et le général du Tour de Castille-et-León. Il se classe également deuxième de la dix-huitième étape du Tour d'Italie 2018.
Il arrête sa carrière à l'issue de la saison 2019. 

## Style
Plaza est un coureur à l'aise en contre-la-montre. Présentant des aptitudes en montagne, ces caractéristiques lui permettent d'obtenir des résultats dans les courses à étapes.

## Palmarès

### Palmarès amateur
| - 1997 - Champion d'Espagne sur route juniors - 3e du championnat d'Espagne du contre-la-montre juniors - 3e du championnat d'Espagne de poursuite juniors - 1998 - Champion d'Espagne du contre-la-montre juniors - Champion d'Espagne de poursuite juniors | - 2000 - 1re et 3ea étapes du Tour d'Alava - Clásica Internacional Txuma - 3e du San Gregorio Saria |  |

### Palmarès professionnel
| - 2003 - Champion d'Espagne sur route - 5e étape du Regio-Tour - 2004 - 5e étape du Trophée Joaquim Agostinho (contre-la-montre) - 3e du Trofeo Manacor - 2005 - Grand Prix International Costa Azul : - Classement général - 2e étape - 2e étape du Tour de Murcie (contre-la-montre) - Tour d'Aragon : - Classement général - 4e étape (contre-la-montre) - 20e étape du Tour d'Espagne (contre-la-montre) - 3e du championnat d'Espagne contre-la-montre - 4e du championnat du monde du contre-la-montre - 6e du Tour d'Espagne - 2006 - Clásica a los Puertos - 5e étape du Tour des Asturies - 1re étape du Trophée Joaquim Agostinho - 2e du Tour de La Rioja - 2e championnat d'Espagne du contre-la-montre - 2007 - Classement général du Tour de La Rioja - 2008 - Classement général du Tour de la Communauté de Valence - Prologue du Tour de la communauté de Madrid - Prologue du Tour du Portugal - 2e du championnat d'Espagne du contre-la-montre - 3e du Tour du Portugal | - 2009 - Champion d'Espagne sur route - 4e étape du Tour de Murcie - 3e étape du Circuit de Lorraine - 2e étape du Grand Prix International CTT Correios de Portugal - 6e étape du Tour du Portugal - 2e du Tour de Murcie - 3e du championnat d'Espagne contre-la-montre - 3e du Tour de l'Algarve - 3e du Tour du Portugal - 2010 - 3e du championnat d'Espagne contre-la-montre - 2013 - Tour de Castille-et-León : - Classement général - 3e étape - 3e du championnat d'Espagne du contre-la-montre - 2015 - 16e étape du Tour de France - 20e étape du Tour d'Espagne - 2018 - Tour de Castille-et-León : - Classement général - 3e étape |  |

## Résultat sur les grands tours

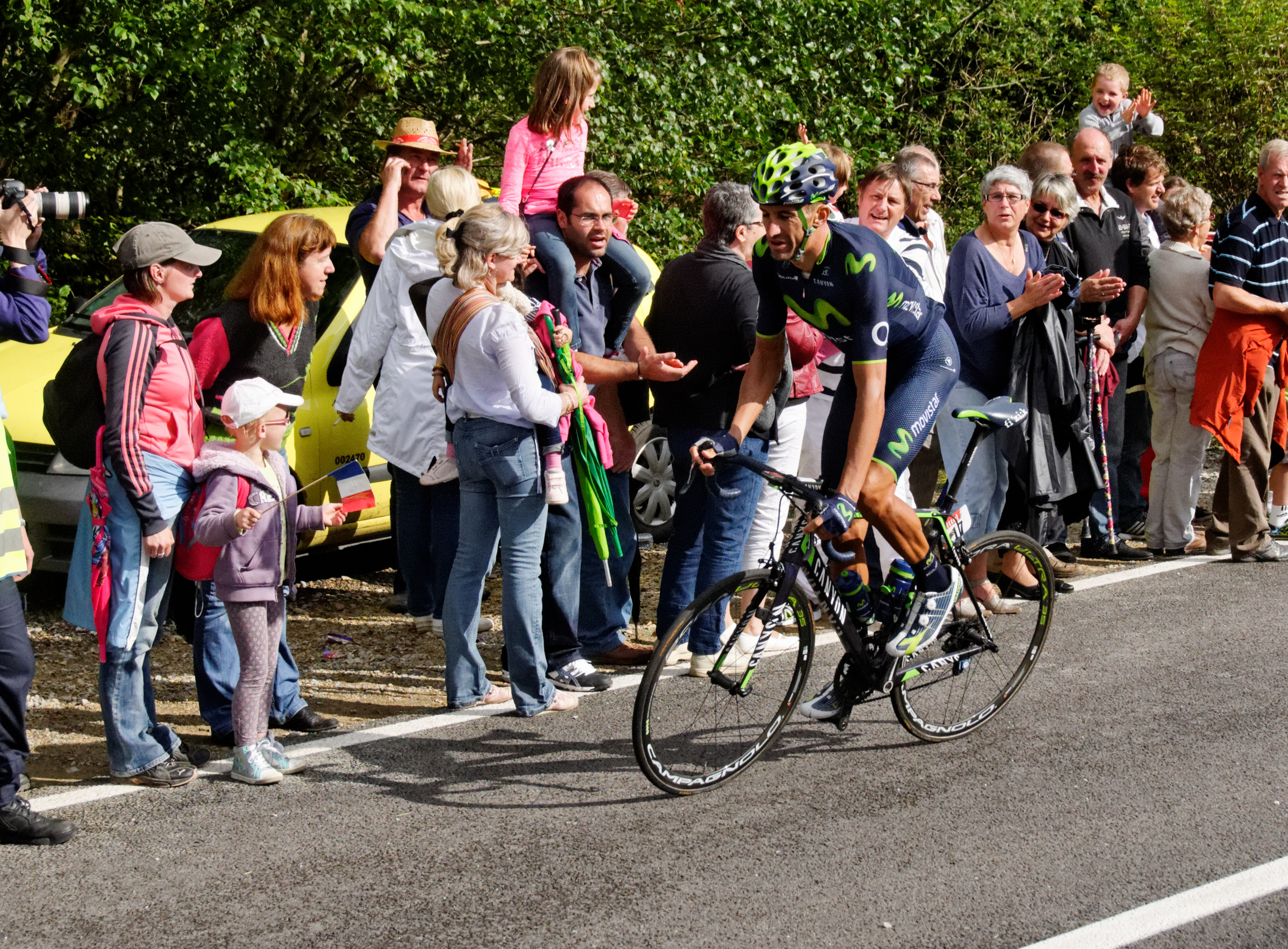
Rubén Plaza lors de la 10e étape du Tour de France 2014

### Tour de France
6 participations
- 2010 : 11e[n 4],[9]
- 2012 : 101e
- 2013 : 47e
- 2014 : 91e
- 2015 : 30e, vainqueur de la 16e étape
- 2016 : 72e

### Tour d'Espagne
4 participations
- 2004 : abandon (19e étape)
- 2005 : 6e, vainqueur de la 20e étape (contre-la-montre)
- 2010 : 14e[n 7],[14]
- 2015 : 45e, vainqueur de la 20e étape

### Tour d'Italie
4 participations
- 2016 : 56e
- 2017 : 30e
- 2018 : 47e
- 2019 : 71e

## Classements mondiaux
| Année                  | 2005 | 2006 | 2007 | 2008 | 2009 | 2010 | 2011 | 2012 | 2013 | 2014 | 2015 |
| ---------------------- | ---- | ---- | ---- | ---- | ---- | ---- | ---- | ---- | ---- | ---- | ---- |
| Calendrier mondial UCI |      |      |      |      |      | 85e  |      |      |      |      |      |
| UCI World Tour         |      |      |      |      |      |      | nc   | nc   | nc   | nc   | 93e  |
| UCI Europe Tour        | 14e  | 25e  |      | 25e  | 9e   |      |      |      |      |      |      |